# أوفي مونداي شيدراك
أوفي مونداي شيدراك (14 أغسطس 1992-) هو لاعب كرة قدم نيجيري يلعب في مركز قلب الدفاع مع نادي  جلوريا بانياسا في دوري الدرجة الثالثة، على سبيل الإعارة من نادي سي إس إيفوري.

## المسيرة الرياضية
في موسم (2013-2016) تعاقد شيدراك مع نادي ميلسامي أورهي ، في يناير 2017 ، ذهب الي الدوري الكازاخستاني الممتاز ، وبعد فترة إنتقل الي أحد أندية الدوري الفنلندي الممتاز في موسم 2018 ، وفي عام 2019 ، لعب لصالح نادي نادي كارمن بوخارست الروماني ، وفي أبريل 2021 وقع مع النادي الروماني CS إيفوري ، وسبق له إن لعب في الدوري الكويتي مع النادي العربي الكويتي في موسم 2017-2016 ، وهو أحد اللاعبين الذين تطوروا في التصفيات التمهيدية للدوري الأوروبي والدوري الإسباني.